# Scopula emissaria
Scopula emissaria är en fjärilsart som beskrevs av Walker 1861. Scopula emissaria ingår i släktet Scopula och familjen mätare. Inga underarter finns listade.